# Золтан Шароши
Золтан Сароси (23. август 1906 — 19. јун 2017) био је канадски шахиста рођен у Мађарској. У Канаду се преселио 1950. године.
Освојио је многе турнире у шаховским турнирима широм Мађарске: Велика Канижа (1929), Печуј (1932), Будимпешта (1934). После Другог светског рата преселио се у Француску. Године 1950. преселио се у Торонто.